# دومينيك كاري
دومينيك كاري (بالإنجليزية: Dominique Curry)‏ هو لاعب كرة قدم أمريكية أمريكي، ولد في 16 أغسطس 1988 في فيلادلفيا في الولايات المتحدة.

## وصلات خارجية
- دومينيك كاري على موقع مرجع كرة القدم المحترفة.كوم (الإنجليزية)